# 존경하는 어머니
존경하는 어머니(Mommie Dearest)는 미국에서 제작된 프랭크 페리 감독의 1981년 영화이다. 페이 더너웨이 등이 주연으로 출연하였고 프랭크 야블런스 등이 제작에 참여하였다.

## 출연

### 주연
- 페이 더너웨이
- 다이애나 스카위드
- 스티브 포레스트
- 하워드 다 실바

### 조연
- 마라 호벨
- 루타냐 알다
- 해리 고즈
- 조셀린 브랜도
- 프리실라 포인터
- 마이클 에드워즈

## 제작진
- 원작자: 크리스티나 크로포드
- 미술: 빌 멀리
- 의상: 아이린 세러프
- 배역: 낸시 클로퍼
- Ass-PD: 닐 A. 매클리스